# Ilian Iliev (halterófilo)
Ilian Iliev –en búlgaro, Илиан Илиев– (Yámbol, 9 de mayo de 1973) es un deportista búlgaro que compitió en halterofilia.
Ganó una medalla de bronce en el Campeonato Europeo de Halterofilia de 1996, en la categoría de 64 kg. Participó en los Juegos Olímpicos de Atlanta 1996, ocupando el sexto lugar en la misma categoría.

## Palmarés internacional
| Campeonato Europeo | Campeonato Europeo  | Campeonato Europeo | Campeonato Europeo |
| Año                | Lugar               | Medalla            | Categoría          |
| ------------------ | ------------------- | ------------------ | ------------------ |
| 1996               | Stavanger (Polonia) | Medalla de bronce  | 64 kg              |